# Chiara Appendino
Chiara Appendino (Moncalieri, 12 giugno 1984) è una politica e dirigente sportiva italiana, sindaca di Torino e della sua città metropolitana dal 2016 al 2021.
A partire dal 2 ottobre 2020 è vicepresidente della Federazione Italiana Tennis. Alle elezioni politiche del 25 settembre 2022 viene eletta Deputata della Repubblica Italiana. Dall'11 dicembre 2023 è vicepresidente nazionale del Movimento 5 Stelle.

## Biografia
Figlia di Domenico, manager industriale, e di Laura Ambrosetti, insegnante d'inglese, frequenta il liceo classico Vincenzo Gioberti di Torino, ad indirizzo linguistico, e si laurea in Economia internazionale e management ottenendo il punteggio di 110/110 con lode con una tesi di marketing sulle strategie di entrata nel mercato cinese, specializzandosi successivamente in economia e finanza, all'Università Bocconi di Milano.
Da settembre 2007 a gennaio 2010 ha lavorato come controller per la Juventus; dal 1º gennaio 2010 ha lavorato come responsabile di amministrazione, finanza e controllo presso la Pmi del marito.
È sposata dal 2010 con l'imprenditore torinese Marco Lavatelli, con cui ha una figlia, Sara, nata il 19 gennaio 2016 all'ospedale Mauriziano di Torino. Il 22 giugno 2021 annuncia su Twitter di essere in attesa del suo secondogenito, nato il 29 ottobre 2021 all'ospedale Sant'Anna di Torino, a cui ha dato il nome di Andrea.

## Carriera politica
Chiara Appendino si avvicina al mondo della politica interessandosi a Sinistra Ecologia Libertà, aderendo poi al Movimento 5 Stelle.
Alle elezioni amministrative del 2011 viene eletta consigliera comunale di Torino per il Movimento 5 Stelle, raccogliendo 623 preferenze.
L'8 novembre 2015 annuncia ufficialmente la propria candidatura a sindaco di Torino per le elezioni amministrative del 2016. Al primo turno ottiene il 30,92% dei voti, risultato che le consente di accedere al ballottaggio contro il sindaco uscente Piero Fassino, del centro-sinistra, forte del 41,83% dei consensi e ritenuto ampiamente favorito. Al secondo turno delle amministrative, tuttavia, Appendino ottiene inaspettatamente il 54,56% dei consensi, superando Fassino (45,44%), venendo eletta sindaco di Torino.
Il 7 dicembre 2021 viene indicata da Giuseppe Conte come coordinatrice nazionale del Comitato per la Formazione del Movimento 5 Stelle.

### Sindaca di Torino e della Città Metropolitana
L'elezione di Appendino a Palazzo Civico interrompe un periodo di amministrazione del centro-sinistra che durava da 23 anni. È la terza donna alla guida del capoluogo piemontese, dopo Maria Magnani Noya e Giovanna Cattaneo Incisa, e la prima eletta direttamente dai cittadini.
Nel mese di febbraio 2017 decide di adottare forti limiti al traffico automobilistico per il contrasto all'inquinamento causato dalle polveri sottili, bloccando quando ritenuto necessario la circolazione dei veicoli diesel commerciali e privati.
Il 24 marzo 2017 la giunta Appendino approva, con forti contrasti, un bilancio comunale a proposito del quale tutti gli otto gruppi di opposizione denunciano gravi irregolarità, presentando ricorso al Tar. Il ricorso viene bocciato. Il bilancio è segnato da significativi tagli alla cultura, tagli agli sgravi per la tassa rifiuti delle famiglie più deboli e al fondo di previdenza degli agenti della polizia municipale, dalla diminuzione del contributo comunale per le scuole e per le attività estive delle scuole materne e dal raddoppio dei fondi per la manutenzione sia delle strade sia delle scuole. Appendino, con questa manovra, evita di chiedere il pre-dissesto e punta a risanare i conti cittadini.
A capo dell'Assessorato delle Famiglie designa Marco Alessandro Giusta, ex presidente dell'Arcigay torinese, che riceve il mandato di riconoscere giuridicamente la famiglia omogenitoriale nello statuto cittadino.
Nel mese di aprile 2018 a Torino, durante l'amministrazione Appendino, viene iscritto per la prima volta in un registro comunale italiano un bambino figlio di due donne.

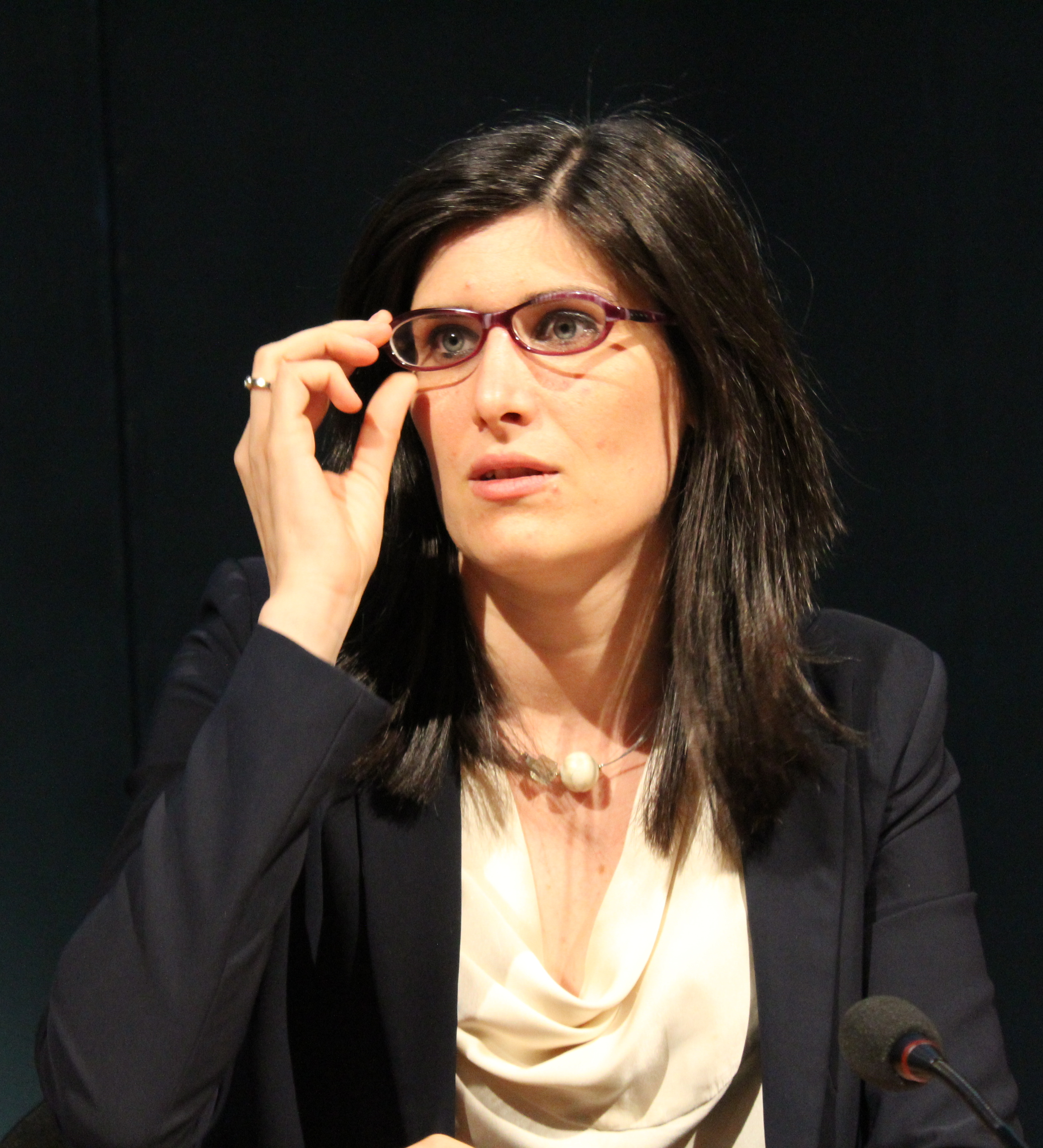
Appendino nel 2018

Il 19 luglio 2018 candida la città di Torino ai giochi olimpici invernali del 2026. Successivamente, in polemica col CONI che aveva deliberato di candidare tre città in contemporanea, ritira la candidatura di Torino, alla quale erano state assegnate 2 discipline su 17. Il CIO assegnerà la manifestazione a Milano e Cortina d'Ampezzo, rimaste uniche candidate insieme a Stoccolma.
Nel novembre 2018 Appendino chiede al Governo Conte I che Torino venga inserita fra le Aree di Crisi Complessa. La richiesta viene accolta e nel dicembre 2022 arrivano sul territorio agevolazioni per oltre 50 milioni di euro, investimenti per 90 milioni di euro e 303 nuovi posti di lavoro.
Il 24 aprile 2019 riesce a far aggiudicare alla città di Torino l'organizzazione delle ATP Finals dal 2021 al 2025, battendo la concorrenza di Londra, Singapore, Tokyo e Manchester. Le ricadute economiche sul territorio torinese per l'aggiudicazione delle Atp Finals sono stimate in 600 milioni di euro in 5 anni.
Uno dei problemi principali che la giunta Appendino si è trovata a dover affrontare è stato quello relativo alle lungaggini nell'emissione della nuova carta d'Identità elettronica, con tempi di attesa che, nei periodi più critici, hanno raggiunto i sei mesi. Il motivo principale dei ritardi è da individuarsi nella carenza di organico del Comune, impossibilitato ad assumere nuove risorse per vincoli di bilancio. Le sperimentazioni attuate dalla giunta, come gli sportelli liberi, i robot e le anagrafi in edicola, non risolvono definitivamente il problema.
Nell'estate del 2019 viene completato lo sgombero dell'ex-MOI, il vecchio villaggio olimpico in cui si erano abusivamente insediate da anni 350 persone, in prevalenza migranti. La gestione dello sgombero dell'ex Villaggio Olimpico viene assunta a "modello nazionale" per situazioni analoghe future.
Nel 2019, Andrea Levy annuncia che il Parco Valentino Motor Show si sposterà da Torino a Milano. Fra le cause i contrasti degli organizzatori con il vicesindaco Montanari ed alcuni consiglieri di maggioranza. La decisione degli organizzatori suscita scontri all'interno della giunta, in particolare tra Appendino, che si dichiara "furiosa" con il vicesindaco Montanari che, per questo, verrà rimosso dall'incarico. La perdita del salone causa il malcontento di una parte dei torinesi ed il plauso del coordinamento delle associazioni per la tutela del verde.
Il 29 ottobre 2019 la città di Torino ottiene dal governo Conte II lo stanziamento in legge finanziaria di 828 milioni di euro per la realizzazione della seconda linea della metropolitana.
Nel novembre 2019 il capo della Polizia Locale di Torino si dimette, in contrasto con la prima cittadina, per una polemica sulla multa a un conducente di monopattini elettrici. Pochi giorni dopo, a seguito di un chiarimento, le dimissioni vengono ritirate.
Nel giugno del 2018 la giunta Appendino effettua lo sgombero del campo Rom abusivo di corso Tazzoli; nell'agosto del 2020 viene sgomberato anche lo storico campo Rom abusivo di Via Germagnano.
Il 9 luglio successivo Appendino candida ufficialmente Torino per ospitare l'Eurovision Song Contest 2022. L'8 ottobre EBU e RAI annunciano che Torino si è aggiudicata l'evento.
Nell'autunno 2021 l'aeroporto di Torino-Caselle diventa base Ryanair, un risultato inseguito dal Comune da oltre 15 anni e definito dalla sindaca come un traguardo storico per la città.
In vista delle elezioni comunali del 2021, a seguito della volontà espressa di Appendino di non ricandidarsi per un secondo mandato, il Movimento 5 Stelle sceglie al suo posto Valentina Sganga; il successore di Appendino sarà invece Stefano Lo Russo, eletto con il sostegno del centro-sinistra (che ritorna quindi ad amministrare il capoluogo piemontese) il 18 ottobre 2021.

#### Le minacce e la scorta
Durante il proprio mandato da sindaco è stata oggetto di una serie di minacce di morte. Nel novembre 2018 ha ricevuto presso la propria abitazione una lettera con minacce di morte. Nel febbraio dell'anno successivo, in seguito allo sgombero di un ex Asilo, edificio occupato da un gruppo di anarchici da oltre 25 anni, appare sui muri di Torino la scritta "Appendino appesa". In seguito a questo secondo episodio le viene assegnata la scorta "potenziata". Nell'aprile 2019 le viene recapitato in Comune un pacco bomba contenente un congegno rudimentale in grado di esplodere. Nel mese di maggio dello stesso anno riceve in Comune una busta contenente un proiettile. Nel 2021, in seguito allo sgombero di una palazzina occupata da anarchici, su un autobus del capoluogo piemontese appare la scritta "Appendino muori".

### Deputata della Repubblica Italiana
Alle elezioni politiche del 2022 viene candidata alla Camera dei Deputati dal Movimento 5 Stelle nel collegio uninominale Piemonte 1 - 02 (Torino: Circoscrizione 3 - San Paolo - Cenisia - Pozzo Strada - Cit Turin - Borgata Lesna), dove con il 13,84% dei suffragi, è sconfitta da Augusta Montaruli del centrodestra (35,98%) e da Stefano Lepri del centrosinistra (35,41%), e come capolista nei quattro collegi plurinominali del Piemonte, risultando eletta nel collegio plurinominale Piemonte 2 - 02. Il risultato elettorale ottenuto dal Movimento 5 Stelle in Piemonte è comunque il migliore fra quelli di tutte le regioni del nord Italia.
L'11 dicembre 2023 viene eletta vicepresidente nazionale del Movimento 5 Stelle, succedendo ad Alessandra Todde.

## Incarichi sportivi
La sua carriera da dirigente sportiva ha inizio nell'agosto del 2020, quando si candida ufficialmente al consiglio federale della Federazione Italiana Tennis. Il 12 settembre viene eletta con 1147 voti, il miglior risultato fra tutti i candidati. Il 2 ottobre viene eletta vice-presidente.

## Procedimenti giudiziari

### Fatti di Piazza San Carlo
Il 27 gennaio 2021 viene condannata, in primo grado, ad un anno e sei mesi per omicidio, lesioni e disastro colposi nel processo che la vede coinvolta per i fatti di Piazza San Carlo. L'11 luglio 2021 presenta ricorso in appello contro la condanna di primo grado. Il 19 ottobre 2022 la Corte di Appello di Torino trasferisce gli atti alla Corte d'Assise d'Appello, per competenza funzionale. Il 27 giugno 2023 la Corte d'Assise d'Appello conferma la condanna di primo grado e Appendino annuncia il ricorso in Cassazione che viene depositato nel successivo mese di novembre. 
Il 17 giugno 2024 la IV sezione penale della Corte di cassazione conferma la responsabilità penale dell'Appendino e del suo Capo di Gabinetto Paolo Giordana ma dispone un nuovo processo di appello per il ricalcolo della pena. Il 20 gennaio 2025 la Corte d'Assise d'appello di Torino ricalcola la pena in un anno, 5 mesi e 23 giorni di reclusione.

### Caso Ream
Il 17 ottobre 2017, viene diffusa la notizia che è indagata per falso ideologico nell'ambito dell'inchiesta sull'area ex Westinghouse, che avrebbe causato un debito "fantasma" di 5 milioni di euro. L'indagine era nata da un esposto di Alberto Morano e Stefano Lo Russo.
Il 21 settembre 2020, in primo grado, viene assolta dall'accusa di abuso d'ufficio e condannata a 6 mesi di reclusione per falso in atto pubblico. Il successivo 13 ottobre annuncia, per questo motivo, di aver deciso di non candidarsi per un secondo mandato. Il 2 febbraio 2022 inizia il processo d'appello. Il 16 maggio la quarta sezione della Corte di Appello di Torino assolve Appendino perché il fatto non costituisce reato, ribaltando, così, la sentenza di primo grado. L'8 ottobre la Procura Generale di Torino ricorrerà in Cassazione contro l'assoluzione, definendola illogica. Il processo si conclude il 15 giugno 2023 quando i giudici della Corte di Cassazione dichiarano il ricorso della Procura Generale di Torino non ammissibile, rendendo definitiva l'assoluzione di Appendino.

### Salone del Libro
Nel giugno del 2019 viene indagata per concorso in peculato in un'inchiesta su una consulenza affidata dal Salone del Libro al suo ex capo ufficio stampa Luca Pasquaretta. L'8 settembre 2020 la Procura archivia le accuse nei confronti della sindaca.

### Inquinamento da smog in Piemonte
Il 19 febbraio 2021 viene iscritta nel registro degli indagati insieme al suo predecessore come primo cittadino torinese Piero Fassino, al presidente della regione Piemonte Alberto Cirio, all'ex presidente della regione Piemonte (ed anch'esso ex sindaco di Torino) Sergio Chiamparino e a tutti i relativi assessori all'ambiente con l'ipotesi di reato di inquinamento ambientale colposo per i livelli di smog troppo alti rilevati in città sin dal 2015. Il 20 settembre 2022 la Procura di Torino chiede al Gip l'archiviazione dell'inchiesta in quanto i termini per le indagini risultano scaduti, ma il Gip la nega. Il 23 luglio 2023 la Procura chiede la citazione diretta a giudizio degli indagati ma l'inchiesta diventa oggetto di polemiche anche perché il Pm che la conduce, Gianfranco Colace, è sotto procedimento disciplinare.